# Karl Heinz Bohrer
Karl Heinz Bohrer (Colonia; 26 de septiembre de 1932-Londres; 4 de agosto de 2021) fue un periodista y estudioso de la literatura alemán.

## Vida
Hijo de Hermann Bohrer, economista, y de Elisabeth Bohrer (Ottersbach de soltera), asistió entre 1939 y 1943 a la escuela en Colonia. Después acudió al internado Birklehof en Hinterzarten. La pedagogía de ese centro fue recuperada después de la Segunda Guerra Mundial bajo la dirección de Georg Picht. Después de superar con éxito sus exámenes de bachillerato, estudió dos semestres de germanística, historia y estudios teatrales en la Universidad de Colonia. Ese mismo año se fue por primera vez a Inglaterra, viaje sobre el que escribiría varias veces en las décadas venideras.
En el semestre de verano de 1954 se cambió a la Universidad de Gotinga, donde estudió germanística, historia y filosofía. Allí trató, entre otros, con los germanistas Arthur Henkel (quien luego dirigiría su tesis doctoral), Wolfgang Kayser y Hans Neumann, los historiadores Hermann Heimpel, Karl Lange, Percy Ernst Schramm y Reinhard Wittram, así como los filósofos Helmuth Plessner y Hermann Wein. En 1957 realizó el examen de estado.
Aceptó un trabajo como lector en un centro alemán en Estocolmo. Para su doctorado se matriculó en el semestre de verano de 1960 en la Universidad de Heidelberg, donde estuvo en contacto con el historiador Rudolf von Albertini y con los germanistas Peter Wapnewski y Arthur Henkel. Con este último realizó su tesis doctoral en 1961 sobre "El mito del Norte. Estudios sobre la profecía romántica historicista" (Der Mythos vom Norden. Studien zur romantischen Geschichtsprophetie).
Desde 1968 trabajó como redactor y crítico literario de la sección cultural del periódico Frankfurter Allgemeine Zeitung, en donde fue relevado en el año 1974 por Marcel Reich-Ranicki. Después de un descanso de un año fue corresponsal del periódico en Londres.
Entre los años 1977 y 1978 hizo su habilitación en la Universidad de Bielefeld con un trabajo sobre la "Estética del terror" (Ästhetik des Schreckens. Die pessimistische Romantik und Ernst Jüngers Frühwerk). En 1982 le ofrecieron una plaza de profesor de estudios críticos de literatura alemana moderna en esa misma universidad. En 1983 fue el sucesor de Hans Schwab-Felisch en la edición de la revista Merkur, labor que realizó entre los años 1991 y 2001 junto con Kurt Scheel. Fue el primero en ocupar la cátedra Gadamer en Heidelberg.
En 1997 fue nombrado catedrático emérito en la Universidad de Bielefeld. Viudo de la escritora Undine Gruenter, reside en París y Londres, cerca de la estación de metro de Stockwell.

## Obra
En su extenso ensayo Der letzte Ästhet. Zu den Schriften Karl Heinz Bohrers, el escritor austriaco Franz Schuh afirma que es:

derzeit wichtigsten Denker des Ästhetischen
el pensador actual más importante de la estética
Franz Schuh

En esa obra de Schuh se analiza una serie de trabajos de Bohrer, aquellos en los que lo malo y lo horrible se estetizan: Erscheinungsschrecken und Erwartungsangst, Die Ästhetik des Schreckens. Die pessimistische Romantik und Ernst Jüngers Frühwerk, Die Grenzen des Ästhetischen, Sprachen der Ironie – Sprachen des Ernstes. Das Problem, Ästhetik des Staates, Das Böse – eine ästhetische Kategorie?, Der Abschied. Theorie der Trauer. Baudelaire, Goethe, Nietzsche, Benjamin y Möglichkeiten einer nihilistischen Ethik.
Con motivo del partido Inglaterra-Francia de 1972 disputado en el estadio de Wembley Bohrer, corresponsal en Londres ese año, acuñó la frase «desde las profundidades del espacio» para referirse a un avance del jugador Günter Netzer. La expresión se ha convertido en una frase hecha que además de utilizarse en el mundo del fútbol dio título a una película.

## Premios
- 1968: Premio Joseph E. Drexel
- 1978: Premio Johann Heinrich Merck[3]
- 1994: Medalla Wilhelm Heinse
- 2000: Lessing-Preis für Kritik
- 2002: Gadamer-Stiftungsprofessur; Deutscher Sprachpreis
- 2005: Großer Literaturpreis der Bayerischen Akademie der Schönen Künste
- 2007: Premio Heinrich Mann[8]
- 2011: Ingreso en la Deutsche Akademie für Sprache und Dichtung
- 2014: Orden del Mérito de la República Federal de Alemania

## Escritos
- Der Mythos vom Norden. Studien zur romantischen Geschichtsprophetie (1961)
- Die gefährdete Phantasie, oder Surrealismus und Terror (1970)
- Der Lauf des Freitag. Die lädierte Utopie und die Dichter. Eine Analyse (1973)
- Die Ästhetik des Schreckens. Die pessimistische Romantik und Ernst Jüngers Frühwerk (1978)
- Ein bißchen Lust am Untergang. Englische Ansichten (1979)
- Plötzlichkeit. Zum Augenblick des ästhetischen Scheins (1981)
- (Editor) Mythos und Moderne. Begriff und Bild einer Rekonstruktion (1983)
- Der romantische Brief. Die Entstehung ästhetischer Subjektivität (1987)
- Nach der Natur. Über Politik und Ästhetik (1988)
- Die Kritik der Romantik. Der Verdacht der Philosophie gegen die literarische Moderne (1989)
- (Editor) Ästhetik und Rhetorik. Lektüren zu Paul de Man (1993)
- Das absolute Präsens. Die Semantik ästhetischer Zeit (1994)
- Der Abschied. Theorie der Trauer (1996)
- Die Grenzen des Ästhetischen (1998)
- Provinzialismus. Ein physiognomisches Panorama (2000)
- (Editor) Sprachen der Ironie – Sprachen des Ernstes (2000)
- Ästhetische Negativität München 2002.
- Ekstasen der Zeit. Augenblick, Gegenwart, Erinnerung (2003)
- Imaginationen des Bösen. Für eine ästhetische Kategorie (2004)
- Großer Stil. Form und Formlosigkeit in der Moderne (2007)
- Das Tragische. Erscheinung, Pathos, Klage (2009)
- Selbstdenker und Systemdenker. Über agonales Denken (2011)
- Granatsplitter. Eine Erzählung (2012)